# Johannes Ludwig (Politiker)
Johannes Ludwig (* 7. Oktober 1814 in Dagobertshausen (Stadt Marburg); † 6. September 1879 in Elnhausen, Stadtteil von Marburg) war ein deutscher Bürgermeister und Mitglied des Kurhessischen Kommunallandtags.

## Leben
Johannes Ludwig betrieb in Elnhausen eine Landwirtschaft und war dort Bürgermeister. In dieser Funktion hatte er von 1855 bis 1857 ein Mandat für die Zweite Kammer der kurhessischen Ständeversammlung.
Von 1868 bis 1879 war er Mitglied des Kurhessischen Kommunallandtags des preußischen Regierungsbezirks Kassel. 